# Bogdan Mitrea
Bogdan Alexandru Mitrea (* 29. September 1987 in Cluj-Napoca) ist ein ehemaliger rumänischer Fußballspieler, der meist in der Innenverteidigung aufgeboten wird.

## Karriere
Mitrea begann mit dem Fußballspielen im Alter von acht Jahren bei Universitatea Cluj. Nachdem er alle Jugendmannschaften durchlaufen hatte, schloss er sich im Jahr 2006 Drittligist CF Bihorul Beiuș an. Ein Jahr später wechselte er zu Seso Iara in die vierte Liga und stieg mit dem Klub am Saisonende auf. Im Sommer 2008 verpflichte ihn Zweitligist CS Mechel Câmpia Turzii. Nach dem Abstieg 2008/09 blieb er dem Verein erhalten und spielte zwei Jahre lang in der Liga III, bevor ihn CSMS Iași im Sommer 2011 in die Liga II holte. Er wurde zur Stammkraft in der Abwehr und stieg mit seinem Team am Saisonende in die Liga 1 auf.
Im Oberhaus kam Mitrea nur unregelmäßig zum Einsatz und verließ CSMS nach dem Abstieg 2013 zu Ligakonkurrent FC Viitorul Constanța. Dort etablierte er sich als unumstrittener Stammspieler. In der Spielzeit 2014/15 konnte er als Außenverteidiger 14 Saisontore erzielen. Anfang 2016 holte ihn Ascoli Picchio FC 1898 in die italienische Serie B. Im Sommer 2016 wurde er für ein Jahr an Steaua Bukarest ausgeliehen. Die Leihe wurde nach einem halben Jahr beendet und Mitrea wechselte zum zyprischen Erstligisten AEL Limassol.
In der Saison 2017/18 absolvierte Mitrea 38 Ligaspiele für AEL Limassol und erzielte dabei drei Treffer. Anschließend blieb er in der zyprischen Liga und spielte 2018/19 für Doxa Katokopia. 2019 wechselte er in die slowakische Fortuna Liga zu Spartak Trnava. Im Sommer 2020 kehrte Mitrea nach Rumänien zurück und schloss sich Sepsi OSK Sfântu Gheorghe an. In zwei Spielzeiten kam er auf 80 Ligaeinsätze und erzielte elf Tore. Danach spielte er je eine Saison für FC Universitatea Craiova und anschließend für Universitatea Cluj, wo er im Mai 2025 seine Karriere beendete.

## Erfolge
- Aufstieg in die Liga 1: 2012